# 姜允伊

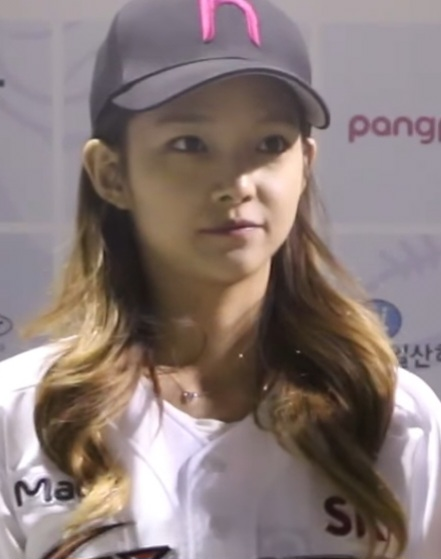

姜允伊（韓語：강윤이，1990年4月25日—），韓國女藝人、啦啦隊長。
一般人會將其與朴騏良（樂天巨人）、李受真（三星獅）、金娟婷（韓華鷹）合稱為第二代啦啦隊4隊長，同時也是韓職第二代啦啦隊的翹楚之一。2020年1月12日與SK飛龍教練趙文成结婚，兩人是在2017年和朋友一起吃飯時偶然相遇而認識。

## 生平
從小喜歡美術與舞蹈，但父母其實希望其考一般普通高中，但姜允伊卻前往報考並錄取設計藝術高中。2007年曾參與安養人參籃球隊的啦啦隊，但因舞蹈能力較同世代啦啦隊長的朴騏良、金延晶稍弱，且長期於籃球隊中擔任啦啦隊。2012年時意外被LG雙子相中而成為職棒啦啦隊，逐漸開始累積人氣。在LG雙子的粉絲中，常常被稱為「與具荷拉相似的啦啦隊」。在所有啦啦隊中，相較而言粉丝服务受到粉絲間的讚揚。曾於2013年參加由台灣主辦的亞洲職棒大賽中擔任啦啦隊。2013年終，姜允伊因脚踝受伤而休息一陣子，但其傷勢較一般啦啦隊長更為嚴重，因此決定於2014年年末退役。2014年10月-2015年5月之间，姜允伊轉擔任模特兒進行活动。後來又回到職棒球場擔任啦啦隊，同時也是公認目前活动的啦啦队中，相對而言表達溝通較佳的一位。後來2015年復出啦啦隊界，卻轉至SK飛龍啦啦隊，但又因腰椎间盘突出、脚腕伤势恶化等原因進入第二次休息期。2017年11月，與鄭英錫應援團長、李美來、吳智妍、車永泫等啦啦隊，一起擔任亞洲職棒冠軍爭霸賽韓國國家隊啦啦隊。2018年繼續在SK飛龍擔任啦啦隊，但目前本人也正在考虑2-3年後完全退役。

## 啦啦隊經歷

### 棒球之啦啦隊
| 年份            | 隊伍名稱 | 備註 |
| --------------- | -------- | ---- |
| 2012－2014      | LG雙子   |      |
| 2015 2017－2018 | SK飛龍   |      |

### 籃球之啦啦隊
| 年份       | 隊伍名稱         | 備註       |
| ---------- | ---------------- | ---------- |
| 2007－2014 | 安養人參籃球隊   | 2007年出道 |
| 2011－2012 | 首爾SK騎士籃球隊 |            |
| 2015－2018 | 原州東浦新世代隊 |            |

### 排球隊之啦啦隊
| 年份       | 隊伍名稱         | 備註 |
| ---------- | ---------------- | ---- |
| 2013－2015 | 首爾友利卡蜜蜂   |      |
| 2015－2018 | 議政府KB保險明星 |      |

## 備註
1. ↑  .   [2020-01-12]. （原始内容存档于2020-01-12）.
2. ↑  因當時一般人相較職棒啦啦隊長表演而言，較為不看重籃球啦啦隊長表演。
3. ↑  相較於同世代的朴騏良和金延晶没有特别長的空白期、休息期的情况下，形成了鲜明的对比。

## 外部連結
- 姜允伊的Instagram帳戶
- 姜允伊的Facebook
- 姜允伊的Youtube（页面存档备份，存于）
- 姜允伊的afreecaTV（页面存档备份，存于）